# オー・カセ

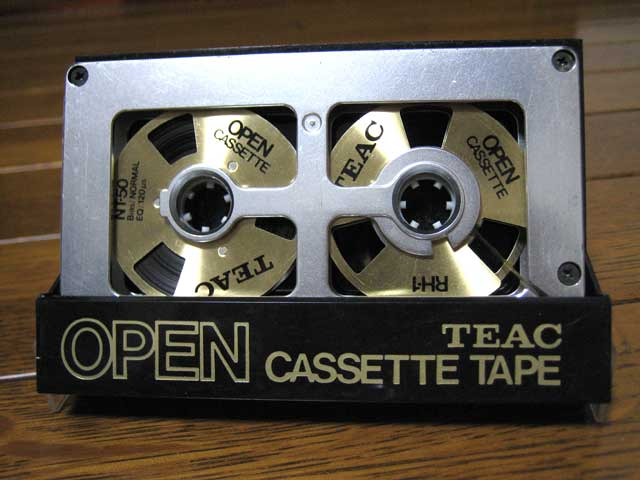
専用ケースに収納されたオー・カセ

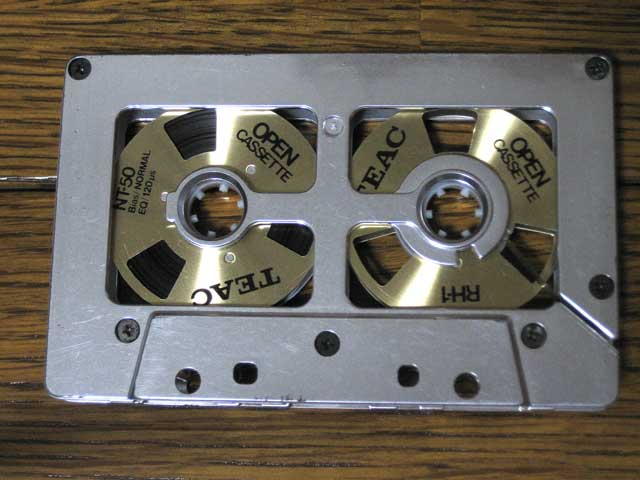
オー・カセ本体の写真。上部には種類判別用の検出孔が爪を折らない状態で用意されている。左リールからテープを引き出し、右リール下斜めにある溝に通して右リールに装着する。

オー・カセ（Ocasse）は、コンパクトカセットのリールを磁気テープごと脱着式にし、オープンリールとリール部交換式カセットとしたもので、ティアックによって開発された。

## 概要
1984年2月に、オーディオ用磁気テープとして小型軽量化、リール・テープ単体の低価格化を売りに商品化された。
- オーディオ用磁気記録テープ媒体としては、コンパクトカセット参照。
- デジタル情報の電子媒体としては、データレコーダ参照。

## 長所
基本的にはオープンリールの長所である。
- リール・ホルダーにリール・テープを取り付ける事で、コンパクトカセットとして使える。
- 単体のリール・テープは、コンパクトカセットの1/7相当の体積、1/4相当の重さ。
- テープの走行時にかかる抵抗が通常のコンパクトカセットよりも小さい（理論的に）。
- テープ自体の物理的な切り貼りでの編集が容易。
- 単体商品として、カセットの無いリールのみなので、低価格化できる。（対抗商品であるコンパクトカセットそのものの低価格化が進み、価格競争力は無くなる）

## 短所
基本的にはオープンリールの短所である。
- リール・ホルダーへのリール・テープの付け外しが面倒。
- 磁気テープとして単体時の取り扱い上の保護が弱い。メディア自体がほぼ露出しているので湿気には弱くなる。
- 取り付けるリール・テープによって、リール・ホルダーの上部のテープポジション検出孔を手作業で変更する必要がある。
- 録音再生でのテープの途中で、リール・テープをリール・ホルダーから取り外す事ができない。
- リール・テープが、（当時の記録テープ媒体としては、）小さすぎて扱いにくいと思われた。
- その構造上（ホルダーがむき出しになっている）、カーオーディオやウォークマン等のポータブル・カセットプレーヤー、黎明期（1975年以前）の単品オーディオ用アナログカセットデッキ、一部機種にカセットハーフ検出スイッチのほか、フルロジックメカニズムを用いた単品オーディオ用アナログカセットデッキやステレオラジカセ、可搬型ミニコンポ[1]、カセットデンスケ（ソニー）やナマロク（日本ビクター、現・JVCケンウッド）などに見られる可搬型アナログカセットレコーダー、プレスマン（ソニー）やウォークマン・プロフェッショナル（ソニー、「WM-D6」および「WM-D6C」）などに見られるポータブルカセットレコーダーのほか、カセットのトランスポート部分が垂直型でない一部のラジカセ（主に「バブルラジカセ」と呼ばれた一部機種）やモジュラーステレオなどでは使用できない。

## リール・ホルダー
リール・テープを取り付ける事でコンパクトカセットと互換性を持つ。金属製で眼鏡型にリールが見えるようになっている。固定リールへのテープの付け外しは手作業である。

## リール・テープ
日立マクセル（現・マクセル）製、オーディオ用磁気テープ使用。記録時間は全て、両面50分（C-50、片面25分）に統一されていた。
- NT-50;ノーマルテープ (TypeI)
※1984年当時のマクセル「UD I」に相当。
- CT-50;ハイポジションテープ (TypeII)
※1984年当時のマクセル「XL II」に相当。
- MT-50;メタルテープ (TypeIV)
※1984年当時のマクセル「MX」に相当。

## 商品
リール・ホルダーとリール・テープの単体売りのみならず、リール・テープの個数の違うリール・ホルダーとのセット品や、リール・テープの複数セット品、リール・テープの多色展開など、多様な商品展開を行っていた。
しかし、コンパクトカセット単体の低価格化により、価格競争力が失われ、オープンリール的な使い方を求める消費者も多く無く、自然消滅して行く事となった。よく考えてみると当時のニッチ（隙間）的な商品であるという事が窺える。
- 商品ロゴ : Ocasse
- キャッチフレーズ : テープ独立宣言。テープ着脱自在。
- 商品名称 : 箱、説明文、商品自体への表記に多様性が見られる。「オー・カセ」「Ocasse」「ニュー オープン・カセットテープ」「OPEN CASSETTE TAPE」「オーカセ」「OPEN CASSETTE」などがあり、使い分けも明確ではない。

## 注
1. ↑  主に1977年から1982年頃にかけて日本ビクターから発売されたカセットデッキやステレオラジカセ、可搬型ミニコンポが該当する。例としてはカセットデッキがKD-85SA/95SA/A5/A5R/A6/A7/A8/A33/A55/A66/A77/D22/D33/D44/D55、DD-5/7/9/10/66/77/88/99、D-E5、ステレオラジカセがRC-M60/M80/M90、可搬型ミニコンポがPC-5/7などが該当。